# توماس مايكل هولت

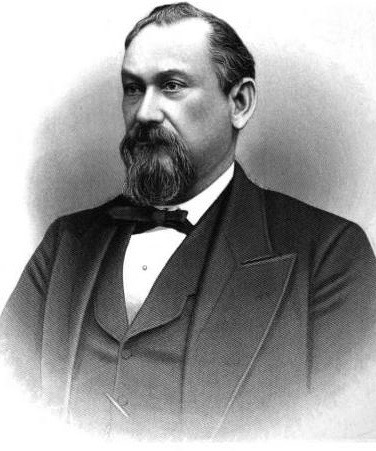
توماس مايكل هولت

توماس مايكل هولت (بالإنجليزية Thomas Michael Holt) وهو سياسي أمريكي ينتمي إلى الحزب الديمقراطي ولد توماس مايكل هولت في 15 تموز - يوليو من سنة 1831 في ولاية كارولينا الشمالية كان هولت قد شغل منصب حاكم على ولاية كارولينا الشمالية ما بين عامي 1891 إلى عام 1893 توفي توماس مايكل هولت في 11 نيسان - أبريل من سنة 1896.